# 1966年ウィンブルドン選手権
1966年 ウィンブルドン選手権（1966ねんウィンブルドンせんしゅけん、The Championships, Wimbledon 1966）に関する記事。イギリス・ロンドン郊外にある「オールイングランド・ローンテニス・アンド・クローケー・クラブ」にて開催。

## シード選手

### 男子シングルス
1. ロイ・エマーソン　（ベスト8）
2. トニー・ローチ　（ベスト8）
3. フレッド・ストール　（2回戦）
4. マニュエル・サンタナ　（初優勝）
5. ジョン・ニューカム　（3回戦）
6. デニス・ラルストン　（準優勝）
7. クリフ・ドリスデール　（ベスト4）
8. クラーク・グレーブナー　（2回戦）

### 女子シングルス
1. マーガレット・スミス　（ベスト4）
2. マリア・ブエノ　（準優勝）
3. アン・ヘイドン＝ジョーンズ　（ベスト4）
4. ビリー・ジーン・キング　（初優勝）
5. ナンシー・リッチー　（ベスト8）
6. アネッテ・バン・ジル　（ベスト8）
7. フランソワーズ・デュール　（ベスト8）
8. ノルマ・ベイロン　（3回戦）

### 男子ダブルス
1. ロイ・エマーソン＆ フレッド・ストール
2. ジョン・ニューカム＆ ケン・フレッチャー
3. クラーク・グレーブナー＆ マーティー・リーセン
4. ビル・ボウリー＆ オーウェン・デビッドソン

### 女子ダブルス
1. マーガレット・スミス＆ ジュディ・テガート
2. マリア・ブエノ＆ ナンシー・リッチー
3. フランソワーズ・デュール＆ ジャニーヌ・リーフリッヒ
4. アン・ヘイドン＝ジョーンズ＆ バージニア・ウェード

### 混合ダブルス
1. ケン・フレッチャー＆ マーガレット・スミス
2. トニー・ローチ＆ ジュディ・テガート
3. デニス・ラルストン＆ ビリー・ジーン・キング
4. フレッド・ストール＆ フランソワーズ・デュール

## 大会経過

### 男子シングルス
準々決勝
- オーウェン・デビッドソン vs.  ロイ・エマーソン　1-6, 6-3, 6-4, 6-4
- マニュエル・サンタナ vs.  ケン・フレッチャー　6-2, 3-6, 8-6, 4-6, 7-5
- デニス・ラルストン vs.  ボブ・ヒューイット　7-5, 6-2, 11-9
- クリフ・ドリスデール vs.  トニー・ローチ　9-7, 6-2, 6-2

準決勝
- マニュエル・サンタナ vs.  オーウェン・デビッドソン　6-2, 4-6, 9-7, 3-6, 7-5
- デニス・ラルストン vs.  クリフ・ドリスデール　6-8, 8-6, 3-6, 7-5, 6-3

### 女子シングルス
準々決勝
- マーガレット・スミス vs.  トルーディ・グローンマン　6-0, 6-4
- ビリー・ジーン・キング vs.  アネッテ・バン・ジル　1-6, 6-2, 6-4
- アン・ヘイドン＝ジョーンズ vs.  ナンシー・リッチー　4-6, 6-1, 6-1
- マリア・ブエノ vs.  フランソワーズ・デュール　6-4, 6-3

準決勝
- ビリー・ジーン・キング vs.  マーガレット・スミス　6-3, 6-3
- マリア・ブエノ vs.  アン・ヘイドン＝ジョーンズ　6-3, 9-11, 7-5

## 決勝戦の結果
男子シングルス
- マニュエル・サンタナ vs.  デニス・ラルストン　6-4, 11-9, 6-4

女子シングルス
- ビリー・ジーン・キング vs.  マリア・ブエノ　6-3, 3-6, 6-1

男子ダブルス
- ジョン・ニューカム＆ ケン・フレッチャー vs.  ビル・ボウリー＆ オーウェン・デビッドソン　6-3, 6-4, 3-6, 6-3

女子ダブルス
- マリア・ブエノ＆ ナンシー・リッチー vs.  マーガレット・スミス＆ ジュディ・テガート　6-3, 4-6, 6-4

混合ダブルス
- ケン・フレッチャー＆ マーガレット・スミス vs.  デニス・ラルストン＆ ビリー・ジーン・キング　4-6, 6-3, 6-3